# Michele Geremicca

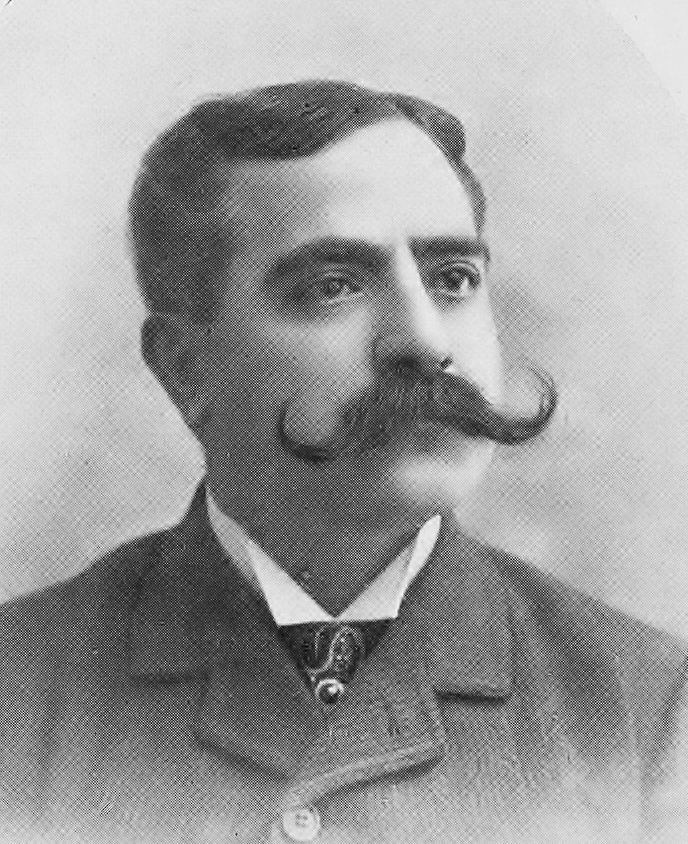
Michele Geremicca

Michele Geremicca (Napoli, 10 novembre 1857 – Napoli, 17 giugno 1920) è stato un botanico italiano, di orientamento prevalentemente morfo-istologico. A Napoli fu libero docente di botanica nella R. Università, titolare della cattedra di Storia naturale nel R. Liceo Vittorio Emanuele II e nel R. Collegio Militare, e fu tra i fondatori, e più volte presidente, della Società dei Naturalisti in Napoli.

## Biografia
Michele Geremicca, primogenito di Achille e Concetta Annuvola, appassionato di Scienze naturali formò la sua cultura scientifica seguendo un percorso regolare di studi. Conseguita la licenza liceale presso il R. Liceo Vittorio Emanuele II, si iscrisse alla facoltà di Scienze della R. Università di Napoli e nel 1880, avendo superato tutti gli esami del primo biennio, conseguì la licenza in Scienze Naturali che all'epoca abilitava all'insegnamento nelle scuole secondarie. 
Fu così che, nel 1881, ottenne il primo incarico nei corsi ginnasiali e diede inizio a quella che sarebbe stata la sua principale attività professionale che lo avrebbe portato ad insegnare storia naturale nei Licei e nelle Scuole militari e botanica all'Università, come libero docente nei corsi pareggiati.
Nonostante gli impegni precocemente assunti come docente, Geremicca non rinunciò a proseguire gli studi universitari, ai quali si dedicò anzi con zelo. Nel 1882 conseguì il diploma di laurea in Scienze naturali e, poco dopo, anche quello della Scuola di Magistero alla quale si era iscritto qualche anno prima.
Con l'acquisizione di questi due nuovi titoli, Geremicca partecipò e vinse diversi concorsi pubblici per le scuole superiori, cambiando incarichi, sedi e istituti per diversi anni, fino al 1887 quando fu nominato reggente di Storia naturale nel R. Liceo di Sessa Aurunca e poi, nel 1888, quando fu incaricato per l'insegnamento della stessa materia nella R. Scuola Sottufficiali di Caserta e nel R. Liceo Ginnasio di S. Maria Capua Vetere (diventato dal 2011 Istituto Statale d'Istruzione Secondaria Superiore Amaldi-Nevio).
Svolse rispettivamente questi due ultimi incarichi fino al 1894, quando la scuola Sottufficiali fu soppressa e i corsi ripristinati presso la scuola di Modena, e fino al 1898 quando, «per riconosciuto merito», venne destinato a Napoli come titolare di Storia naturale al R. Liceo Vittorio Emanuele II.
Al Vittorio Emanuele II Geremicca insegnò per circa vent'anni, prima come titolare nelle sezioni aggiunte alle terze classi poi, dal 1906, come ordinario del secondo ordine di ruoli e infine, nel 1912, come responsabile del Gabinetto di Scienze naturali e ordinario sulla cattedra che era stata di illustri predecessori, quali i botanici Nicola Antonio Pedicino e Gaetano Licopoli ed il geofisico Giuseppe Mercalli.

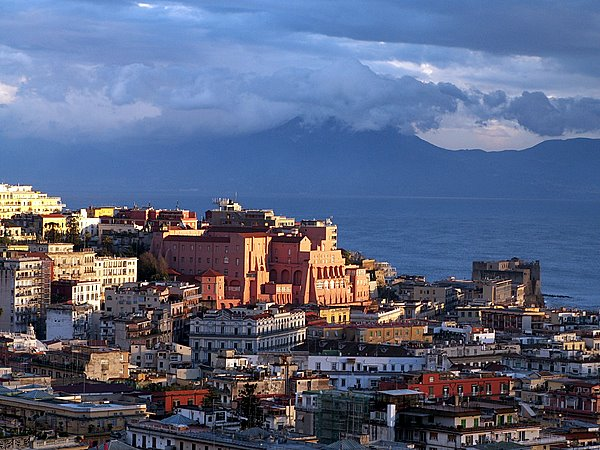
La sede del R. Collegio Militare di Napoli (Scuola militare Nunziatella) sulla collina di Pizzofalcone

Nel 1911 fu anche nominato titolare per l'insegnamento di lettere e scienze nel R. Collegio Militare di Napoli, nel quale già insegnava dal 1902, prima come professore straordinario e poi, dal 1907, come professore aggiunto di seconda classe.
Intanto, nel 1890, con un'ampia monografia su Il latice ed i vasi laticiferi aveva conseguito l'abilitazione all'insegnamento privato della botanica, come libero docente con effetti legali, nella R. Università di Napoli e, da quell'anno, tenne ininterrottamente un corso pareggiato per gli studenti della Facoltà di scienze fisiche e naturali.
In precedenza Geremicca, ancora studente universitario, dal novembre 1881 fece parte di quel «breve manipolo di giovani intesi allo studio delle Scienze Naturali» che, insoddisfatti dei ristretti limiti intellettuali della «Scuola della vecchia maniera» e insofferenti per l'inaccessibilità delle Accademie, decise di fondare un nuovo sodalizio che non fosse né Accademia né Scuola ma «aperto liberamente a tutti coloro che sorreggesse una medesima fede - il progresso delle Scienze Naturali» e unisse «una stessa religione - lo studio della natura».
Nacque così, con soli undici soci, il Circolo degli Aspiranti Naturalisti che, diventato nel 1887 la Società di Naturalisti in Napoli, avrebbe avuto più volte Geremicca come presidente e avrebbe occupato, in breve tempo, un «posto eminente fra le congeneri istituzioni del mondo intero».
Otre che della Società dei Naturalisti in Napoli, Geremicca fu socio di diverse altre istituzioni scientifiche italiane e fu nominato Cavaliere dell'Ordine della Corona d'Italia nel 1912.
Morì a Napoli dopo una lunga e sofferta malattia.

## Attività scientifica
Geremicca, nella sua non vastissima produzione scientifica, si occupò di divulgazione, di didattica e metodologia nell'insegnamento secondario e universitario e, ovviamente, di studi botanici che, anche in «relazione alle contingenze della sua vita», furono orientati prevalentemente «alla sintesi, all'indagine storica e critica» più che alla ricerca analitica in laboratorio o sul campo.
Nel 1879, ancora studente universitario, esordì in letteratura botanica con un articolo su Le piante carnivore. Un'opera a carattere divulgativo, che sarebbe rimasta l'unica sua pubblicazione per oltre un decennio per la gravosità degli impegni dell'Autore legati al completamento degli studi universitari, all'attività di insegnamento, alla fondazione e alla collaborazione con il Circolo degli Aspiranti Naturalisti e alla preparazione per il concorso abilitante alla libera docenza di botanica all'Università di Napoli.

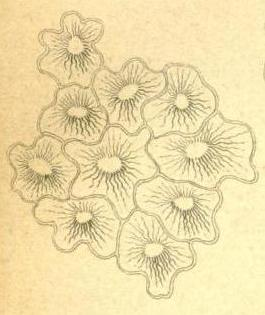
Cellule a papilla dell'epidermide superiore dei sepali petaloidi nei fiori sterili di Hydrangea hortensia DC. Disegno di Michele Geremicca inciso e litografato da A. Serino (Geremicca, 1892b).

E fu proprio per il conseguimento dell'abilitazione alla libera docenza che, nel 1891, Geremicca portò a termine uno dei suoi lavori botanici più corposi per ampiezza di dati raccolti. Una lunga e approfondita monografia intorno ad uno dei più interessanti, e controversi, apparati anatomo-fisiologici delle piante, i vasi laticiferi.
Nell'opera, di carattere essenzialmente compilatorio, Geremicca riportò le conoscenze scientifiche sino allora acquisite da un gran numero di ricercatori sull'anatomo-morfologia, l'istologia, la fisiologia e l'ontogenesi dei complessi cellulari laticiferi e discusse criticamente delle divergenti opinioni degli autori intorno alla natura, all'origine e alla funzione del latice.
Frutto invece di ricerche originali, in ambito prevalentemente morfo-istologico, fu la maggior parte dei lavori successivi pubblicati da Geremicca tra il 1892 ed il 1907. Inizialmente si occupò della struttura microscopica dell'epidermide dell'apparato riproduttivo dell'Ortensia, rintracciandone e descrivendone le modificazioni a cui esso va incontro passando dall'uno all'altro degli organi fiorali. Sempre di questa Hydrangea, osservò e descrisse un tipo cellulare poco conosciuto di cellula fibrosa, osservato nella sottoepidermide delle antere.

Di un'altra Angiosperma, la Juanulloa aurantiaca Otto & A. Dietr., descrisse l'anatomo-morfologia dell'apparato fiorale, sia di individui normalmente sviluppati sia di altri alterati da vari eventi teratologici. Descrisse inoltre le caratteristiche fondamentali e la distribuzione dei vari tipi di tessuti ed esaminò alcuni costituenti del contenuto cellulare tra cui la sostanza colorante del perianzio, giudicata affine alla xantofilla e alla carotina. 

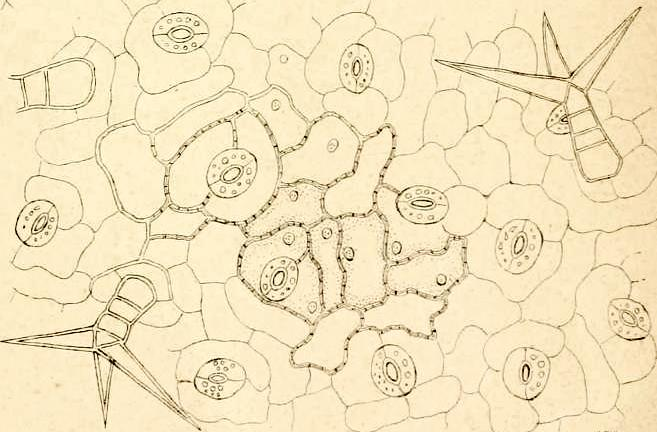
Sezione longitudinale dell'epidermide della pagina inferiore della foglia di Juanulloa aurantiaca Otto & A. Dietr. Disegno di Michele Geremicca (Geremicca, 1902a).

Di aberrazioni teratologiche, utilizzate da Geremicca ai fini dell'interpretazione morfologica, l'Autore riferì ulteriormente in altri lavori nei quali riportò e descrisse diversi casi osservati: una proliferazione fiorale in Fragaria vesca L., una metamorfosi progressiva nella corolla di Datura metel L., una moltiplicazione degli antofilli per sdoppiamento o, secondo l'Autore, per plurigenesi di Lycopersicum esculentum Dun. e, soprattutto, le deformazioni del pistillo e la ramificazione delle spighe femminili di Zea mays L. che gli diedero modo di discutere intorno all'ipotesi di Federico Delpino sull'origine di queste infiorescenze femminili considerate come omologhe alle pannocchie maschili.
Federico Delpino era il più eminente fautore in Italia della biologia vegetale ed il suo arrivo a Napoli, nel 1894 per assumere la direzione del R. Orto botanico, ebbe un ruolo significativo nell'orientare gli interessi scientifica di Geremicca verso questa nuova disciplina. 
Geremicca fu attratto dalla biologia vegetale, da questa «scienza nuova» che recuperava «i lavori di sistematica e di floristica, puramente descrittivi» per poi «vivificarli all'interno di un'ampia sintesi concettuale» e orientava la ricerca botanica in direzione dello studio di «quelle svariate manifestazioni di carattere biologico» che implicavano «rapporti di vita di relazione delle piante» sia tra di loro che con il loro ambiente.
Videro così la luce numerosi lavori nei quali Geremicca  si occupò non solo dei rapporti biologici tra le piante e l'ambiente esterno, secondo i dettami appunto della biologia vegetale ma, condividendo il principio teleologico che permeava fortemente il pensiero delpiniano, cercò anche di «assegnare un fine biologico a tutte le modalità della forma».
Geremicca, nonostante gli spunti critici e le riserve, fu un convinto estimatore dell'opera scientifica di Delpino alla quale dedicò, con «indipendenza del giudizio nella ricerca del vero» un lungo ed approfondito studio con l'elenco completo delle sue numerosissime pubblicazioni, commentate criticamente.
Geremicca fu interessato alla vita e alle opere anche di altri illustri naturalisti quali Giuseppe Jatta, del quale scrisse un breve elogio funebre e Gaetano Licopoli al quale dedicò una lunga e dettagliata biografia riportando e commentando i molti lavori inediti da lui lasciati. Inoltre, in due distinte pubblicazioni di carattere statistico-storico-biografico, riportò numerose notizie «intorno ai botanici italiani del secolo XIX» e ai «botanofili napoletani».
Molto cospicua fu anche l'attività di Geremicca come autore di opere didattiche. I suoi manuali per gli allievi delle scuole secondarie e per quelli delle scuole militari, ebbero numerose riedizioni nel corso di pochi anni ed abbracciarono praticamente tutte le diverse branche delle scienze naturali, dall'organografia e fisiologia delle piante e degli animali, alla botanica e alla zoologia,dalla biologia generale alla mineralogia e alla geologia.
Analoga favorevole accoglienza ebbero i suoi testi di botanica generale e sistematica e di zoologia scritti da Geremicca per gli allievi dei suoi corsi pareggiati all'Università di Napoli.

## Contributi scientifici

### Pubblicazioni
Lavori scientifici di botanica
- Le piante carnivore, in L'Iride. Giornale letterario-scientifico-artistico, I, n. 2-7, Napoli, 1879.
- La digestione nei vegetali, Napoli, Gennaro M. Priore, 1890,  pp. 1-48.
- Il latice ed i vasi laticiferi. Monografia, Napoli, Stab. Tip. Gennaro M. Priore, 1891,  pp. 1-239.
- Sulle cellule del mesotecio dell'Hydrangea Hortensia. Nota del socio M. Geremicca. Adunanza del 18 agosto 1891, in Bull. Soc. Bot. It., Firenze, Stab. Tip. G. Pellas, 1892,  pp. 37-39.
- Sull'epidermide dei fiori di Ortensia. Comunicazione di M. Geremicca (tav. IX). Tornata del 31 dicembre 1891, in Boll. Soc. Nat. in Napoli, V, ser. I, fasc. II, Napoli, Stab. Tip. F.lli Ferrante, 1892,  pp. 192-197, tav. 1.
- Sulla interpretazione di alcuni fatti riguardanti l'assimilazione del carbonio. Nota di M. Geremicca. Tornata del 26 giugno 1892, in Boll. Soc. Nat. in Napoli, VI, ser. I, fasc. I, Napoli, Stab. Tip. F.lli Ferrante, 1892,  pp. 117-124.
- I mezzi di difesa delle piante contro gli animali, Napoli, Stab. Tip. Gennaro M. Priore, 1897,  pp. 1-43.
- Notizie statistiche intorno ai botanici italiani del secolo XIX. Di M. Geremicca. Tornata del 7 marzo 1897, in Boll. Soc. Nat. in Napoli, (1897) XI, ser. I, fasc. unico, Napoli, R. Tip. Francesco Giannini e Figli, 1897,  pp. 5-17.
- (In collaborazione con G. Rippa), Primo contributo allo studio della Flora di Procida e di Vivara. Di M. Geremicca e G. Rippa. Tornata del 7 marzo 1897, in Boll. Soc. Nat. in Napoli, (1897) XI, ser. I, fasc. unico, Napoli, R. Tip. Francesco Giannini e Figli, 1897,  pp. 18-66.
- Su di un caso di proliferazione nella Eragaria vesca L.. Nota di M. Geremicca. Tornata del 22 agosto 1897, in Boll. Soc. Nat. in Napoli, XI, ser. I, fasc. unico, Napoli, R. Tip. Francesco Giannini e Figli, 1897,  pp. 107-108.
- Della vita e delle opere di Gaetano Licopoli, botanico napoletano, Napoli, Gennaro M. Priore, 1899,  pp. 1-100.
- Sopra un caso di metamorfosi progressiva nella corolla di Datura metel L. Comunicazione del socio M. Geremicca. Tornata del 4 dicembre 1898, in Boll. Soc. Nat. in Napoli, XIII, ser. I, fasc. unico, Napoli, R. Tip. Francesco Giannini e Figli, 1900,  pp. 33-34.
- Le differenze tra piante ed animali secondo un naturalista del secolo XVIIl, Napoli, Gennaro M. Priore, 1901.
- Note preliminari morfo-istologiche su la Juanulloa aurantiaca. Pel socio M. Geremicca. Tornata del 5 maggio 1901, in Boll. Soc. Nat. in Napoli, (1901) XV, ser. I, fasc. unico, Napoli, R. Tip. Francesco Giannini e Figli, 1902,  pp. 61-76, tav. 3.
- Per un Indice sistematico della letteratura botanica italiana dalle origini ai nostri giorni. Nota preventiva del socio M. Geremicca. Tornata del 22 dicembre 1901, in Boll. Soc. Nat. in Napoli, (1901) XV, ser. I, fasc. unico, Napoli, R. Tip. Francesco Giannini e Figli, 1902,  pp. 146-154.
- Il mimetismo delle piante, in Juvenilia. Rivista di lettere, scienza e arte, I, Napoli, 1902,  pp. 7-10.
- Piante e formiche, in Juvenilia. Rivista di lettere, scienza e arte, I, Napoli, 1902,  pp. 179-185 e pp. 236-240.
- Sopra un caso teratologico del pistillo di Zea mays L. Nota del socio M. Geremicca. Tornata del 22 novembre 1903, in Boll. Soc. Nat. in Napoli, (1903) XVII, ser. I, fasc. unico, Napoli, R. Tip. Francesco Giannini e Figli, 1904,  pp. 242-244, fig. 3.
- Colonie, consorzii e leghe nel mondo delle piante, Napoli, Gennaro M. Priore, 1906,  pp. 1-35.
- Intorno alla moltiplicazione degli antofilli per sdoppiamento o per plurigenesi a proposito di una pianta di Lycopersicum esculentum a fiori pieni. Nota del socio M. Geremicca. Tornata del 2 settembre 1906, in Boll. Soc. Nat. in Napoli, (1906) XX, ser. I, fasc. unico, Napoli, R. Tip. Francesco Giannini e Figli, 1907,  pp. 103-112.
- La botanica e le scienze mediche, Napoli, Gennaro M. Priore, 1907,  pp. 1-14.
- Sulla opportunità di modificare la nomenclatura di alcune parti del fiore in rapporto alle odierne classificazioni delle piante. Nota del socio M. Geremicca. Tornata del 2 settembre 1906, in Boll. Soc. Nat. in Napoli, (1906) XX, ser. I, fasc. unico, Napoli, R. Tip. Francesco Giannini e Figli, 1907,  pp. 113-124.
- Sopra un fatto teratologico che illustra l'ordinamento delle cariossidi di Zea Mays, L. Nota del socio M. Geremicca. Tornata del 2 settembre 1906, in Boll. Soc. Nat. in Napoli, (1906) XX, ser. I, fasc. unico, Napoli, R. Tip. Francesco Giannini e Figli, 1907,  pp. 125-131.
- L'opera botanica di Federico Delpino esposta criticamente dal socio Michele Geremicca. (Tornate del 1° e 31 dicembre 1905 e dell'8 febbraio 1906), in Boll. Soc. Nat. in Napoli, XXI (Serie II, Vol. I). Anno XXI. 1907, Napoli, R. Tip. Francesco Giannini e Figli, 1908,  pp. 111-331.
- Per una rivendicazione di priorità circa il dimorfismo dei cloroplastidi, in Boll. Soc. Bot. It., n. 4, Firenze, Stab. Tip. G. Pallas, 1912,  pp. 98-100.
- (In collaborazione con Francesco Balsamo), Botanici e Botanofili napoletani. Cenni biografici e storici (Serie II), in Bull. Orto Bot. R. Un. Napoli, III, Napoli, 1913,  pp. 58-73.
- Note storiche sugli agrumi che si coltivavano a Napoli nei secoli XVI e XVII, in Bull. Orto Bot. R. Un. Napoli, III, Napoli, 1913,  pp. 313-342.
- Pomacee che si coltivavano a Napoli nel secolo XVI. Noterelle storiche. Del socio M. Geremicca. Tornata del 1 giugno 1913, in Boll. Soc. Nat. in Napoli, (1913) XXVI (ser. II, vol. VI) anno XXVII, Napoli, R. Tip. Francesco Giannini e Figli, 1914,  pp. 6-33.

Lavori scientifici diversi dalla botanica
- Il vulcanismo del Golfo di Napoli, Dispensa I, Napoli, Tip. Ferrante, 1878.

Biografie, commemorazioni e necrologi
- Festa Delpiniana. A Federico Delpino nel suo LXX compleanno. Parole augurali in nome della Società di Naturalisti in Napoli, in Boll. Soc. Nat. in Napoli, XVII, ser. I, anno 1903, Napoli, R. Tip. Francesco Giannini & Figli, 1904,  pp. 260-261.
- Parole pronunciate dal Presidente Michele Geremicca sul feretro del socio Giuseppe Jatta a nome della Società dei Naturalisti il 28 dicembre 1903, in Boll. Soc. Nat. in Napoli, XVII, ser. I, anno 1903, Napoli, R. Tip. Francesco Giannini & Figli, 1904,  p. 262.
- Nella commemorazione del socio Giuseppe Jatta, poche parole. Tornata straordinaria pubblica del 21 febbraio 1904, in Boll. Soc. Nat. in Napoli, XVIII, ser. I, anno 1904, Napoli, Tip. Francesco Giannini, 1905,  pp. 236-237.

Scritti su argomenti diversi
- L'insegnamento delle Scienze secondo il progetto di legge Morandi - Baccelli  - Rubini su la riunione di cattedre nelle scuole secondarie. Relazione critica fatta alla Società di Naturalisti in Napoli nella pubblica assemblea straordinaria del 13 marzo 1904., in Boll. Soc. Nat. in Napoli, XVIII, Serie I, Napoli, R. Tip. Francesco Giannini  & Figli, 1905,  pp. 271-285.
- L'insegnamento scientifico, in Rassegna Italiana, I, anno XII, Napoli, 1905,  pp. 1-13.
- Pel disegno di legge sullo stato giuridico degl'insegnanti. M. Geremicca relatore, in Boll. Un. Naz. Ins. Sc. Nat., II, n. 3, Napoli, Gennaro M. Priore, 1905.
- Sulla opportunità d'istituire una laurea in Geografia, collana Atti V Congresso Geografico Italiano, II, Napoli, Tocco, 1905,  pp. 449-453.
- La Società di Naturalisti in Napoli dal 1881 al 1906, collana La Società di naturalisti in Napoli nel XXV anniversario della sua fondazione. MDCCCLXXXI-MCMVI. Volume celebrativo del XXV anniversario, Napoli, R. Tipografia Francesco Giannini & Figli, 1907,  pp. 9-25.

Manuali didattici di Scienze naturali
- Elementi di Organografia e Fisiologia ad uso delle scuole secondarie. Parte I. Gli animali, Napoli, Stab. Tip. A. Eugenio, 1884,  pp. 1-239.
- Nozioni schematiche di Organografia e Fisiologia delle piante e degli animali, Napoli, Starace, 1884.
- Prime nozioni di Storia Naturale, Caserta, Turi, 1890,  pp. 1-323, tav.
- Sommario delle lezioni di botanica dettate nella R. Università, Napoli, 1891.
- Appunti di Zoologia. Guida agli esami universitarii, II, Napoli, Cesareo, 1892,  pp. I-VIII, 1-112.
- La botanica nell'insegnamento universitario, Napoli, Gennaro M. Priore, 1892,  pp. 1-19.
- Appunti di botanica sistematica ad uso degli studenti universitarii, Napoli, Gennaro M. Priore, 1893,  pp. 1-230.
- Sinossi di storia naturale (per la scuola dei sottufficiali), Caserta, Turi, 1894,  pp. 1-293.
- Sommario di botanica generale ad uso degli studenti universitarii, Napoli, Gennaro M. Priore, 1894,  pp. 1-496, fig. 224.
- Elementi di storia naturale per le scuole secondarie superiori. Parte I. Zoologia, Napoli, Gennaro M. Priore, 1895,  pp. VIII-1-384, fig. 99.
- Elementi di storia naturale per le scuole secondarie superiori. Parte II. Botanica, Napoli, Gennaro M. Priore, 1895,  pp. 1-570, fig. 244.
- Sinossi di storia naturale ad uso dei sottufficiali-allievi della Scuola Militare, Modena, Antica Tip. Soliani, 1897,  pp. 1-191, tav. 1.
- Breve sinossi di mineralogia ad uso delle scuole secondarie, Napoli, Gennaro M. Priore, 1899,  pp. 1-71.
- Sinossi di Mineralogia ad uso delle scuole secondarie, 2ª ed., Napoli, Gennaro M. Priore, 1903,  pp. 1-136, fig. 38. 3ª ed., Napoli, Tip. Ed. Luigi Pierro, 1908,  pp. VIII, 1-195, fig. 86.  4ª ed., Napoli, Tip. Ed. Luigi Pierro, 1911,  pp. VIII, 1-195, fig. 104.   5ª ed., Napoli, Tip. Ed. Luigi Pierro, 1913,  pp. VIII, 1-195, fig. 104.  6ª ed., Napoli, Tip. Ed. Luigi Pierro, 1920,  pp. VIII, 1-195, fig. 104.  7ª ed., Napoli, Tip. Ed. Luigi Pierro, 1921,  pp. VIII, 1-195, fig. 104.
- Sinossi di Botanica ad uso delle scuole secondarie, 1ª ed., Napoli, Tip. Ed. Luigi Pierro, 1904,  pp. 1-316, fig. 186. 2ª ed., Napoli, Tip. Ed. Luigi Pierro, 1908,  pp. VIII, 1-326, fig. 190.  3ª ed., Napoli, Tip. Ed. Luigi Pierro, 1913,  pp. VIII, 1-328, fig. 188.  4ª ed., Napoli, Tip. Ed. Luigi Pierro, 1919,  pp. VIII, 1-328, fig. 188.
- Sinossi di Geologia ad uso delle scuole secondarie, 1ª ed., Napoli, Tip. Ed. Luigi Pierro, 1909,  pp. VIII, 1-337, fig. 80.
- Sinossi di Zoologia ad uso delle scuole secondarie, 1ª ed., Napoli, Tip. Ed. Luigi Pierro, 1909,  pp. VIII, 1-448, fig. 112. 2ª ed., Napoli, Tip. Ed. Luigi Pierro, 1912,  pp. VIII, 1-438, fig. 126.  3ª ed., Napoli, Tip. Ed. Luigi Pierro,  pp. VIII, 1-438, fig. 126.  4ª ed., Napoli, Tip. Ed. Luigi Pierro,  pp. VIII, 1-438, fig. 126.  2ª ed., Napoli, Tip. Ed. Luigi Pierro, 1913,  pp. VIII, 1-372, fig. 81.  3ª ed., Napoli, Tip. Ed. Luigi Pierro,  pp. VIII, 1-372, fig. 81.  4ª ed., Napoli, Tip. Ed. Luigi Pierro,  pp. VIII, 1-372, fig. 81.
- Elementi di Biologia generale per la II classe del liceo moderno, Napoli, Tip. Ed. Luigi Pierro, 1915,  pp. 1-632.

### Conferenze alla Società dei Naturalisti in Napoli[54]
- Sulla generazione alternante delle fanerogame. 1882.
- Sulla natura morfologica dell'ovulo, 1882.
- Sul nucleo delle cellule vegetali, 1882.
- Sulle specie di animali scoperte o meglio determinate nell'anno 1881, 1882.
- Studii critici sulle diverse teorie sul vulcanismo, 1882.
- Sui vasi cribrosi, 1883.
- Introduzione all'embriogenia delle fanerogame, 1883.
- Embriogenia delle gimnosperme, 1883.
- Sui lavori del Congresso botanico di Genova del 1892. Tornata straordinaria serale del 26 giugno 1893.
- Una pagina di Biologia vegetale. Tornata del 1º agosto 1897.
- Colonie, consorzi e leghe nel mondo delle piante. Domenica 7 maggio 1905.